# Sergei Michailowitsch Woronin

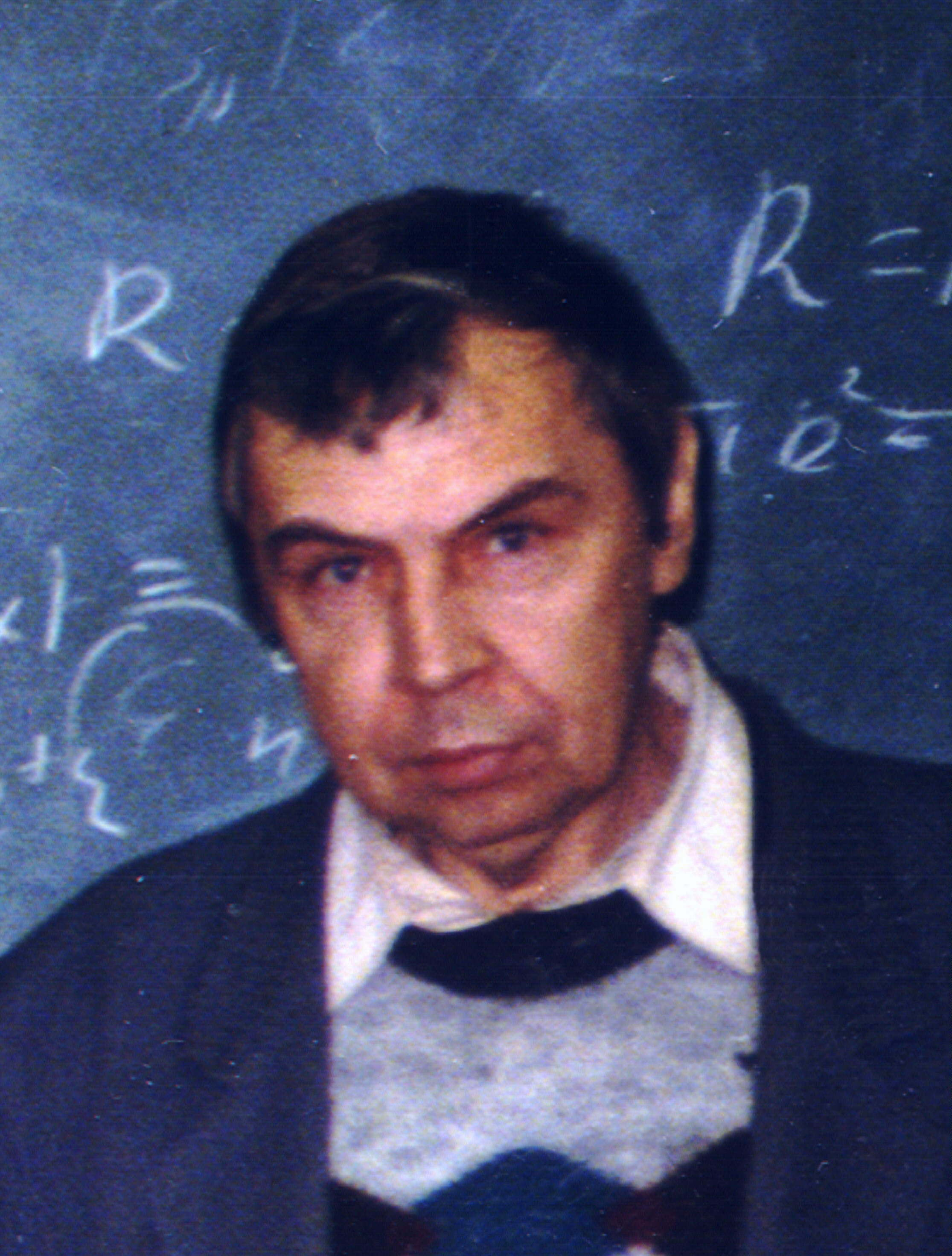
Sergei Michailowitsch Woronin

Sergei Michailowitsch Woronin (russisch Сергей Михайлович Воронин, englische Transkription Sergei Mikhailovich Voronin; * 11. März 1946 in Gorno-Altaisk; † 18. Oktober 1997 in Moskau) war ein russischer Mathematiker, der sich mit Zahlentheorie beschäftigte.

## Leben
Woronins Vater war Erdölingenieur, seine Mutter Lehrerin. Er wuchs in Buguruslan im Gebiet Orenburg auf. Er studierte Klavier an einer Musikschule, nahm als Schüler erfolgreich an den Mathematik-Olympiaden teil, besuchte mathematische Sommerschulen in Moskau und wechselte 1963 auf ein Spezialinternat für Mathematik in Moskau. Ab 1964 studierte er an der Lomonossow-Universität, wo er sich bei Anatoli Alexejewitsch Karazuba (Karatsuba) auf analytische Zahlentheorie spezialisierte. 1972 wurde er über die Riemannsche Zetafunktion promoviert. 1977 folgte die Habilitation am Steklow-Institut (über die Dirichletsche Zetafunktion). Er war Professor für Zahlentheorie am Staatlichen Pädagogischen Institut in Moskau.

## Werk
Woronin bewies in seiner Dissertation, dass die Riemannsche Zetafunktion keiner stetigen Differentialgleichung gehorcht. 1975 bewies er seinen Universalitätssatz (Teil seiner Habilitationsarbeit), dass eine (beliebige) stetige nichtverschwindende in einer Kreisscheibe analytische Funktion durch die Riemannsche Zetafunktion innerhalb des kritischen Streifens {\displaystyle {\tfrac {1}{2}}<\mathrm {Re} \,s<1} approximiert werden kann. Der Satz zeigt das chaotische Verhalten der Riemannschen Zetafunktion im kritischen Streifen. Er befasste sich auch mit der Nullstellenverteilung anderer Zetafunktionen (Dirichlet, Epstein). Beispielsweise zeigte er 1980, dass bestimmte Funktionen (in diesem Fall die Davenport-Heilbronn-Funktion, bald darauf einige Epstein-Zetafunktionen), die in der rechten Halbebene durch eine Dirichletreihe definiert sind und eine Funktionalgleichung wie die Riemannsche Zetafunktion erfüllen, aber für die die Riemannhypothese nicht gilt, dennoch auf der kritischen Geraden eine anormale Häufung von Nullstellen haben. Neben Problemen aus dem Umfeld der Riemannvermutung befasste er sich auch mit additiver Zahlentheorie und Anwendungen der Zahlentheorie in der numerischen Mathematik (mehrdimensionale numerische Integration und Interpolation). Er interessierte sich auch für Mathematikgeschichte.

### Universalitätssatz von Woronin
Sei {\displaystyle f} eine stetige Funktion, die in der Kreisscheibe {\displaystyle D(r)} mit {\displaystyle 0<r<{\tfrac {1}{4}}} keine Nullstellen hat und im Innern der Kreisscheibe analytisch ist. Dann gibt es für jedes {\displaystyle \epsilon >0} eine positive reelle Zahl {\displaystyle \tau } so, dass
{\displaystyle |\zeta (s+{\frac {3}{4}}+i\tau )-f(s)|<\epsilon }
für {\displaystyle |s|\leq r} und mit der Riemannschen Zetafunktion {\displaystyle \zeta (s)} gilt.
Der Satz gilt auch für allgemeine Dirichlet-L-Funktionen. Der Satz lässt sich auch so formulieren, dass stetige, in Kreisscheiben {\displaystyle D} nicht verschwindende und dort analytische Funktionen {\displaystyle f}, wobei die {\displaystyle D} im Streifen {\displaystyle {\tfrac {1}{2}}<\mathrm {Re} \,s<1} liegen, durch Translationen der Riemannschen Zetafunktion längs der imaginären Achse {\displaystyle \zeta (s+i\tau )} beliebig genau gleichmäßig in {\displaystyle D} approximiert werden können. Er ist zum Beispiel von Bhaskar Bagchi verallgemeinert worden von Kreisscheiben auf Gebiete {\displaystyle D}, die einfach zusammenhängend und kompakt sind und im Streifen {\displaystyle {\tfrac {1}{2}}<\mathrm {Re} \,s<1} liegen.
Die Riemannsche Vermutung ist äquivalent zu dem Satz, dass sich auch die Riemannsche Zetafunktion selbst gleichmäßig im Sinne des Universalitätssatzes von Woronin approximieren lässt.

## Schriften
- mit A. A. Karatsuba The Riemann Zetafunction, De Gruyter 1992, ISBN 978-3-11-013170-3